# خاندان موگامی
خاندان موگامی (به ژاپنی: 最上氏) یکی از دایمیو‌های ژاپن و شاخه‌ای از خاندان آشیکاگا بود.